# 約瑟芬 (北達科他州)
約瑟芬（英語：Josephine）是位於美國北達科他州本森縣的非建制地區。

## 歷史
約瑟芬的郵局於1902年設立，其後於1943年停運。

## 地理
約瑟芬所處的海拔為高於海平面470米（即1542英呎），而該地所採用的時區為UTC-6，即北美中部时区（CST）。同時該地設有夏令時間，為UTC-6調快一小時，即UTC-5（CDT）。